# Standing daggekko
De Standing daggekko (Phelsuma standingi) is een hagedis die behoort tot de gekko's, het is een van de soorten madagaskardaggekko's uit het geslacht Phelsuma.

## Naam en indeling
De wetenschappelijke naam van de soort werd voor het eerst voorgesteld Paul Ayshford Methuen en John Hewitt in 1913. De soortaanduiding standingi is een eerbetoon aan Herbert Fox Standing.

## Uiterlijke kenmerken
De lichaamslengte is ongeveer 21 tot meer dan 25 centimeter, de totale lengte inclusief staart kan oplopen tot maximaal 28 cm. De mannetjes zijn ongeveer even groot als de vrouwtjes, bij veel verwante soorten worden de mannetjes aanzienlijk groter. Het is hiermee samen met de 'gewone' madagaskardaggekko (P. madagascariensis) een van de grotere daggekko's. De hagedis heeft 112 tot 122 schubbenrijen op het midden van het lichaam.
Net zoals de meeste andere madagaskardaggekko's heeft ook Phelsuma standingi bonte kleuren, hoewel vaak lang niet zo fel als andere soorten. De basiskleur is meestal niet grasgroen maar eerder groengrijs tot bruin. Mannetjes in de paartijd kleuren echter groen of zelfs azuurblauw. De kop heeft vaak een lichtgroene kleur, evenals de bovenzijde van de rug. De tekening bestaat uit een vale bandering die iets donkerder is. Juveniele exemplaren zijn zeer sterk gestreept; ze hebben een zeer donkerbruine zebra-tekening, een sterk gebandeerde staart en de basiskleur is lichtbruin, de kop groengeel en de staart helder blauw. Deze felle kleuren gaan verloren als het dier volwassen wordt, hierdoor wordt een juveniel door het volwassen mannetje niet als concurrent gezien.

## Levenswijze
De hagedis is overdag actief en schuilt 's nachts in bomen en struiken. Het voedsel bestaat uit kleine geleedpotigen of kleine gewervelden zoals andere gekko's, maar het dier likt ook wel nectar uit bloemen en soms worden andere kleine gekko's buitgemaakt. De biotoop bestaat uit warme omgevingen met veel vegetatie maar ook open plekken om te zonnen zijn een vereiste. Als het koeler wordt kleurt het dier donkerder om efficiënter warmte op te nemen en zo sneller te jagen. Er wordt vermoed dat deze soort een partner voor het leven uitzoekt, wat vrij uniek is in de reptielenwereld.

## Verspreiding en habitat

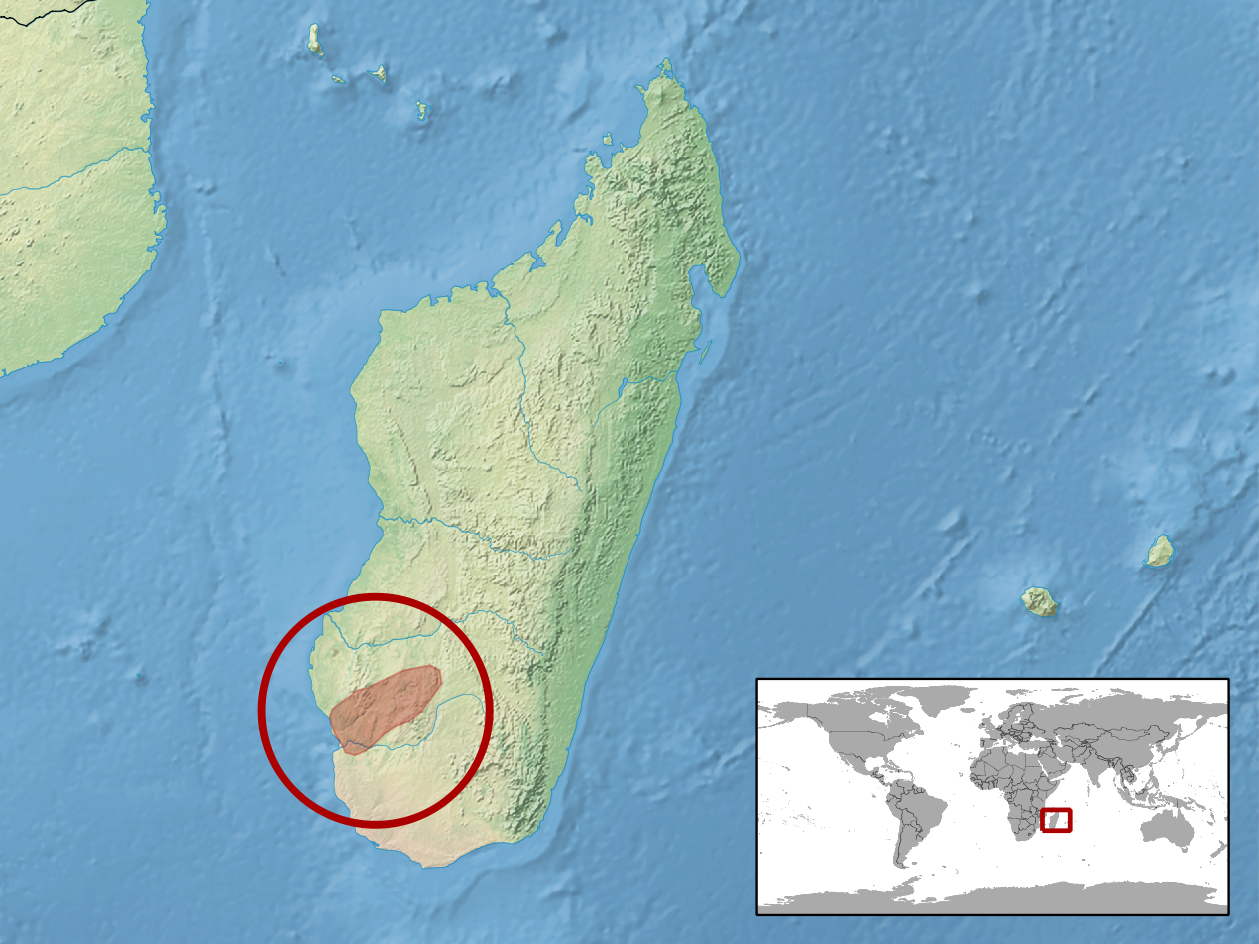
Verspreidingsgebied in het rood.

De soort komt voor in delen van Afrika en leeft endemisch in het zuidwestelijke deel van Madagaskar. De habitat bestaat uit droge tropische en subtropische bossen en droge tropische en subtropische scrublands.

## Beschermingsstatus
Door de internationale natuurbeschermingsorganisatie IUCN is de beschermingsstatus 'kwetsbaar' toegewezen (Vulnerable of VU).